# Miloslav Zeman
Miloslav Zeman (* 11. září 1961 Plzeň) je český podnikatel a kybernetik, od roku 2005 předseda OHK Plzeňsko, v letech 2016 až 2017 zastupitel Plzeňského kraje.

## Život
Vystudoval střední průmyslovou školu elektrotechnickou v Plzni a následně obor technická kybernetika na Vysoké škole strojní a elektrotechnické v Plzni (získal titul Ing.).
Od počátku 90. let 20. století podniká. Byl či stále je členem statutárních orgánů desítek společností, z nichž mnohé vlastní. Aktuálně například vede akciovou společnost INEL - Holding. Od srpna 2005 je předsedou Okresní hospodářské komory Plzeňsko.
Miloslav Zeman je rozvedený a má tři děti, žije ve městě Plzeň (konkrétně v městském obvodě Plzeň 4).

## Politické působení
Do politiky se pokoušel vstoupit, když v komunálních volbách v roce 2014 kandidoval jako nestraník za hnutí ANO 2011 do Zastupitelstva města Plzně, ale neuspěl.
V krajských volbách v roce 2016 byl z pozice nestraníka lídrem kandidátky hnutí ANO 2011 v Plzeňském kraji a byl zvolen zastupitelem. Na mandát však v srpnu 2017 rezignoval.